# Super Bowl I
Super Bowl I, ursprungligen The First AFL-NFL World Championship Game eller Supergame spelades den 15 januari 1967 på Los Angeles Memorial Coliseum i Los Angeles. NFL-mästarna Green Bay Packers slog AFL-mästarna Kansas City Chiefs med 35-10 inför 61 946 åskådare.
Matchen är den enda Super Bowl som inte varit slutsåld och den enda som sänts samtidigt i två amerikanska TV-kanaler, NBC och CBS.

## Bakgrund
Matchen kom till som en del av överenskommelsen den 8 juni 1966 att slå samman NFL och AFL. Los Angeles tilldelades matchen så sent som sex veckor före avspark, samtidigt som det exakta datumet fastställdes. Eftersom AFL-finalen skulle spelas den 26 december och NFL-finalen den 1 januari föreslogs att det "nya" mästerskapet skulle avgöras den 8 januari. Till slut beslöts det att den 1 januari hålla en unik TV-sändning med AFL-finalen i Buffalo följd av NFL-finalen i Dallas.